# Mervyn Allister King
Mervyn Allister King KG GBE FBA
 (Chesham Bois, Buckinghamshire, 30 de março de 1948) foi o governador do Banco da Inglaterra a partir de 1 de julho de 2003 a 1 de julho de 2013, quando sucedeu o canadense Mark Carney.
King é um membro da Academia Britânica, um membro honorário da King's e St John's Colleges de Cambridge e tem diplomas honorários das universidades de Cambridge, Birmingham, City of London, Edinburgh, London Guildhall (agora London Metropolitan University), London School of Economics, Wolverhampton , Worcester e Helsinque. Ele é um membro honorário estrangeiro da Academia Americana de Artes e Ciências, assento no Conselho Consultivo da Orquestra Sinfônica de Londres, é patrono do Worcestershire County Cricket Club, Presidente Honorário do Ekenäs Cricket Club, na Finlândia, e administrador da National Gallery.
King deixou seu cargo de governador do Banco da Inglaterra em 30 de junho de 2013, e foi substituído por Mark Carney. Ele foi nomeado um par vitalício pela rainha Elizabeth II pelas "contribuições para o serviço público". King entrou na Casa dos Lordes em 22 de julho de 2013, um crossbencher (membro de um partido independente ou menor de algumas legislaturas), levando o título de Barão King de Lothbury.